# Tullgarnsbron
Tullgarnsbron är en bro mellan korsningen Östra Ågatan, Kungsängsesplanaden och Sleven Säfwenbergs väg (tidigare en del av Ulleråkersvägen) i Uppsala. Grävarbeten inför bygget startade i månadsskiftet oktober/november 2021 och bron öppnades för trafik den 27 april 2024.
Beslutet att bygga bron togs redan 2010 för att öka tillgängligheten i de södra stadsdelarna och för att avlasta Islandsbron som framöver endast kommer att få trafikeras av gång-, cykel- och kollektivtrafik.
Brons klaff är 14 meter lång och väger 100 ton. Öppningen sker med hjälp av fyra vajrar med cirka 5 cm i diameter.
Brons livslängd är beräknad till 120 år. 
Bron stängdes av tills vidare efter att ha fastnat i öppet läge, mindre än en vecka efter invigning. Efter tio dagars garantireparationer öppnade bron igen på förmiddagen 14 maj. Bron fastnade även den 1 juni, men då gick den inte att öppna, och en turistbåt blev fast vid bron i fyra timmar. Även bommarna fastnade i stängt läge. 